# Dactyloptena
Dactyloptena là một chi cá biển thuộc họ Dactylopteridae, bản địa các vùng biển Ấn Độ Dương và Thái Bình Dương.

## Từ nguyên
Dactyloptena có nguồn gốc từ tiếng Hy Lạp daktylos = ngón tay + tiếng Hy Lạp pten, ptenos = cánh, vây.

## Các loài
Hiện có 6 loài được công nhận trong chi:
- Dactyloptena gilberti Snyder, 1909
- Dactyloptena macracantha (Bleeker, 1855) - cá chuồn đất đốm cánh, cá tắc kè nâu chấm.
- Dactyloptena orientalis (G. Cuvier, 1829) - cá chuồn đất phương đông, cá kè, cá tắc kè đỏ chấm.
- Dactyloptena papilio J. D. Ogilby, 1910 - cá chuồn đất bướm.
- Dactyloptena peterseni (Nyström, 1887) - cá chuồn đất sao.
- Dactyloptena tiltoni Eschmeyer, 1997